# Tedeschi del Caucaso
I tedeschi del Caucaso o tedeschi caucasici (in tedesco Kaukasiendeutsche) fanno parte della minoranza tedesca in Russia e nell'Unione Sovietica. Migrarono nel Caucaso principalmente nella prima metà del XIX secolo e si stabilirono nel Caucaso settentrionale, in Georgia, in Azerbaigian, in Armenia e nella regione di Kars (l'attuale Turchia nord-orientale). Nel 1941, la maggior parte di loro fu deportata in Asia centrale e Siberia durante i "trasferimenti" di popolazione di Iosif Stalin nell'Unione Sovietica. Dopo la morte di Stalin nel 1953 e l'inizio del disgelo, ai tedeschi del Caucaso fu permesso di tornare, anche se pochi lo fecero. Molti furono assimilati e, dopo il 1991, emigrarono in Germania. Sebbene oggi la comunità sia una piccola frazione di quella che era una volta, molte chiese ed edifici tedeschi sono ancora esistenti, e alcuni sono stati trasformati in musei.

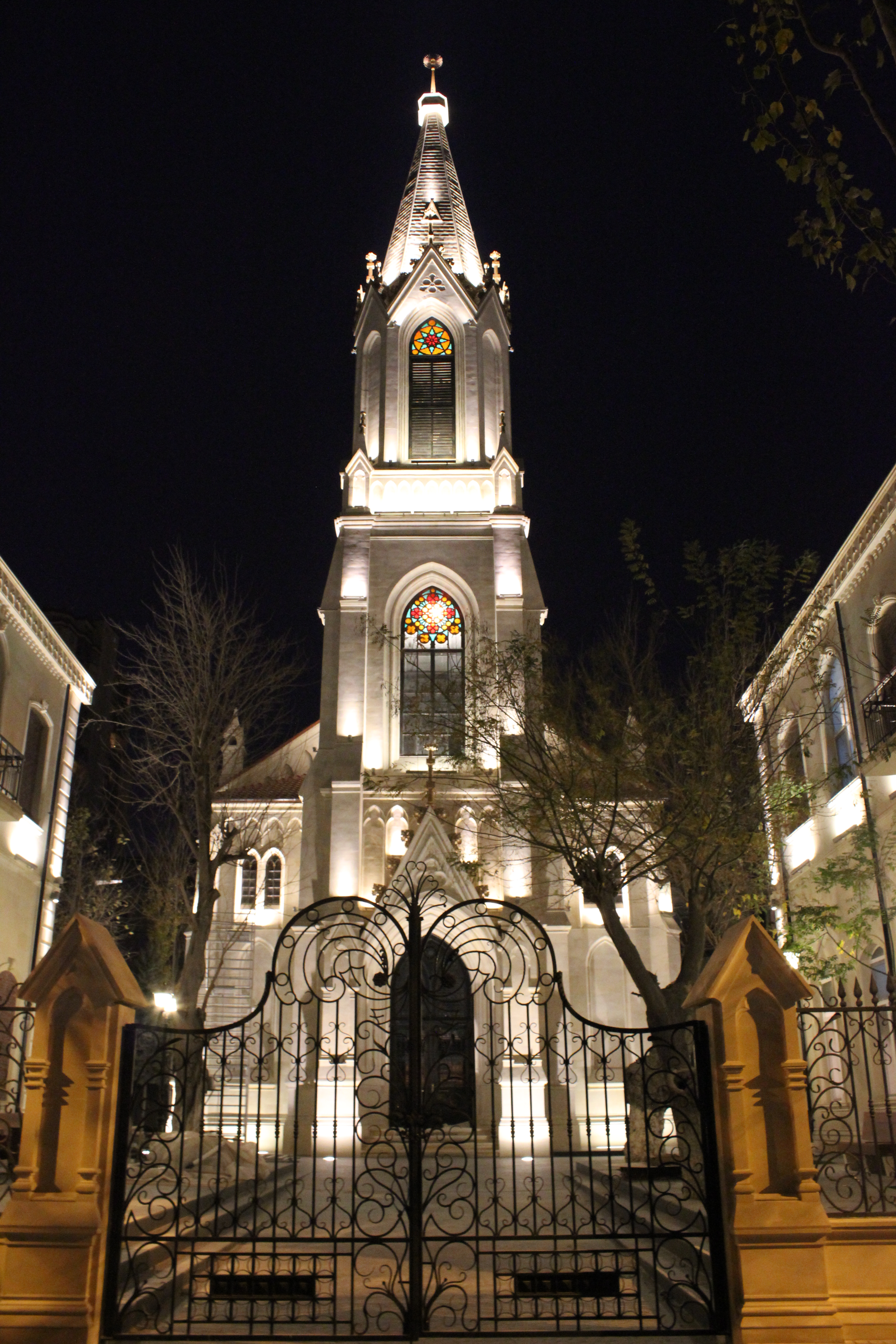
Chiesa del Salvatore, una chiesa tedesca a Baku, in Azerbaigian

## Storia

### Origini
La vittoria dell'Impero russo sotto Caterina la Grande nella guerra russo-turca del 1768-1774 assicurò la sua espansione nel Caucaso. Si creò la necessità di popolare queste terre con sudditi russi al fine di accelerare la loro esplorazione. Alla fine del XVIII secolo, il governo permise alle famiglie dei tedeschi del Volga di stabilirsi nel Kuban. Tuttavia, la scarse infrastrutture, la mancanza di organizzazione dei funzionari responsabili dell'insediamento e il rifiuto del personale militare di popolare queste terre da non russi erano un ostacolo alla migrazione costante dei tedeschi. Nel 1815, durante la partecipazione al Congresso di Vienna, lo zar russo Alessandro I visitò Stoccarda, una città nel regno natale di sua madre, il Württemberg. Dopo aver assistito all'oppressione dei contadini locali che stavano subendo a causa dell'appartenenza a diverse sette protestanti non luterane o per la loro partecipazione a movimenti separatisti, dispose il loro insediamento nella Transcaucasia russa per formare colonie agricole.

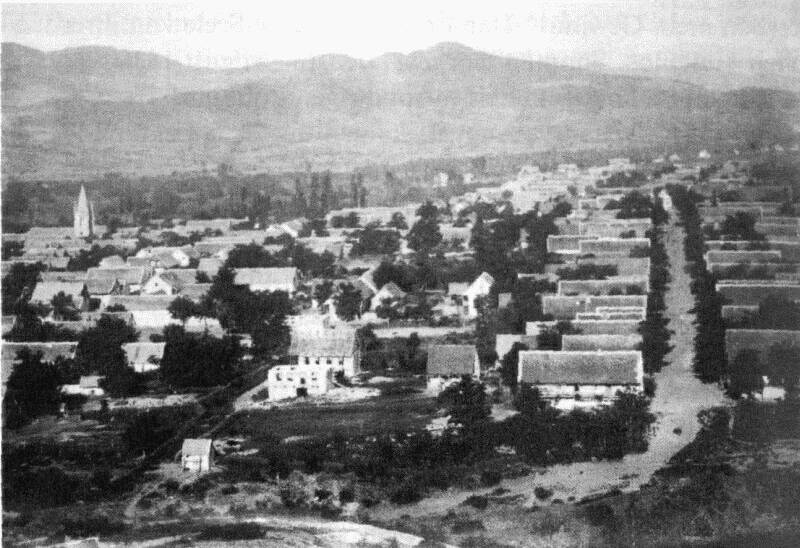
Katharinenfeld (ora Bolnisi, Georgia)

### Inizio del XIX secolo
Il 21 settembre 1818, il primo insediamento tedesco in Transcaucasia, Marienfeld, fu fondato da un gruppo di tedeschi svevi vicino alla capitale georgiana Tiflis (Tbilisi), lungo la principale strada nel Kakheti, oggi parte di Sartichala. Due mesi dopo, un altro gruppo di coloni fondò un altro insediamento in Georgia sulla riva del fiume Asureti e lo chiamò Elisabethtal, in onore della moglie dell'imperatore Elisabetta Alexeievna (oggi Asureti nella provincia georgiana di Kvemo Kartli). Entro l'anno seguente, altre cinque colonie furono stabilite nella Georgia orientale: Neu Tiflis, Alexandersdorf sulla riva sinistra del Kura, Petersdorf (vicino a Marienfeld, oggi parte di Sartichala) e Katharinenfeld (oggi Bolnisi). Altre tre colonie furono fondate in Abkhazia: Neudorf, Gnadenberg e Lindau.
Alla fine del 1840, vi erano cinque colonie tedesche nel Caucaso settentrionale. Le ondate migratorie (specialmente verso l'Oblast del Don Host) crebbero a partire dalla seconda metà del XIX secolo con l'influenza capitalista sull'agricoltura in Russia. I tedeschi sarebbero immigrati non solo dalle regioni adiacenti al fiume Volga, ma anche dalla regione del Mar Nero e dalla Germania. La maggior parte di questi tedeschi aderiva a vari rami del protestantesimo, più comunemente luteranesimo, mennonitismo e battismo. I cattolici romani formavano una minoranza e vivevano in sei colonie.
Nell'inverno 1818-1819, 194 famiglie sveve principalmente da Reutlingen arrivarono a Elisabethpol (Ganja) nella Transcaucasia orientale da Tiflis. Gli fu concesso un terreno a 6 chilometri a ovest della città e nell'estate del 1819 fondarono la città di Helenendorf (Goygol). Un altro insediamento tedesco, la città di Annenfeld (in seguito fusa con la città di Shamkir) fu fondata quasi contemporaneamente a 40 chilometri da Helenendorf.

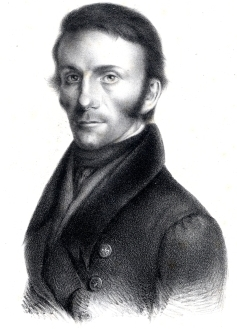
L'esploratore tedesco baltico Friedrich Parrot visitò Katharinenfeld ed Elisabethtal durante la sua spedizione sul Monte Ararat nel 1829.

I tedeschi divennero una comunità attiva e ben integrata nella Transcaucasia russa. A differenza dell'insediamento delle minoranze religiose russe, le colonie tedesche erano situate in "luoghi economicamente più vantaggiosi, vicino a città o importanti vie di trasporto". Divenne "tipico per i centri amministrativi caucasici avere una colonia agraria tedesca satellite". Secondo Charles King, "filari di alberi fiancheggiavano le strade principali" delle colonie tedesche vicino a Tiflis. "Le scuole e le chiese, conducendo i loro lavori in tedesco, offrivano istruzione ed edificazione spirituale. I giardini della birra erano l'intrattenimento principale." Nella Transcaucasia orientale, i coloni tedeschi erano prevalentemente bilingui con l'azero, mentre il russo venne formalmente insegnato nelle scuole a partire dalla fine del XIX secolo. Il dolma, un piatto tradizionale nel Caucaso e nel Medio Oriente, popolare tra tutte le nazionalità del Caucaso, divenne comune con i tedeschi del Caucaso come i piatti tedeschi tradizionali.

Il naturalista ed esploratore tedesco baltico Friedrich Parrot incontrò coloni svevi vicino a Tiflis durante la sua spedizione sul Monte Ararat nel 1829. Stilò un elenco dei loro insediamenti e visitò personalmente Katharinenfeld ed Elisabethtal, descrivendoli:
Queste colonie possono essere note per essere tedesche a prima vista per il loro stile di costruzione, le loro coltivazioni, i loro carri, i loro mobili e utensili, il modo di vivere, i costumi e la lingua. Sono quindi in forte contrasto con i villaggi degli indigeni, e molto a loro vantaggio, particolarmente agli occhi di chi ha vissuto per qualche tempo, come è stato il caso con noi, interamente tra questi ultimi. [...] Alla fine, dopo aver cavalcato per cinque ore, scorsi, in alto sulla riva sinistra del fiume [ovvero il Khrami ], segnali da non confondere con la colonia tedesca: queste erano, case bianche costruite regolarmente, con buone finestre, porte e pietra colmo sul tetto. Sono salito con gioia e ho scoperto che quella era Katharinenfeld.

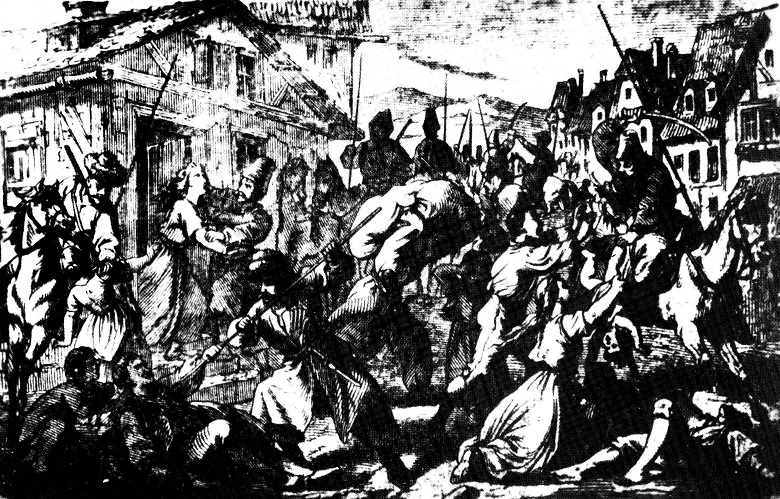
Attacco a Katherinenfeld il 14 agosto 1826 durante la guerra russo-persiana

Le colonie soffrirono durante la guerra russo-persiana del 1826-28. Molti degli insediamenti erano stati perquisiti dai predoni curdi nel 1826 che, secondo Parrot, uccisero 30 persone delle 85 famiglie di Katharinenfeld e ne catturarono altre 130 . La metà di questi non era ancora tornata al momento della visita del naturalista nel 1829. Durante una visita al grande bazar di Erivan (Yerevan) con Khachatur Abovian (lo scrittore armeno e personaggio pubblico nazionale), Parrot incontrò "due donne del Württemberg, con cinque figli" che "parlavano tra loro in vero dialetto svevo". Erano di Katharinenfeld, e Parrot decise di rivelare la posizione della casa dei loro parenti. Quando Parrot visitò il villaggio e disse ai coloni la notizia, fu accolto molto bene. Le due donne che erano a Erivan sono tornate da una prigionia relativamente benevola con un "ricco capo tartaro" dove erano state sottoposte a pressioni per convertirsi all'Islam. Parrot ipotizzò che altri sarebbero stati venduti come schiavi più in profondità nel territorio turco. Inoltre, raccontò di un caso in cui un uomo ricevette una lettera da sua moglie che aveva sposato un chierico persiano, in prigionia, e che quindi gli permise di risposarsi.

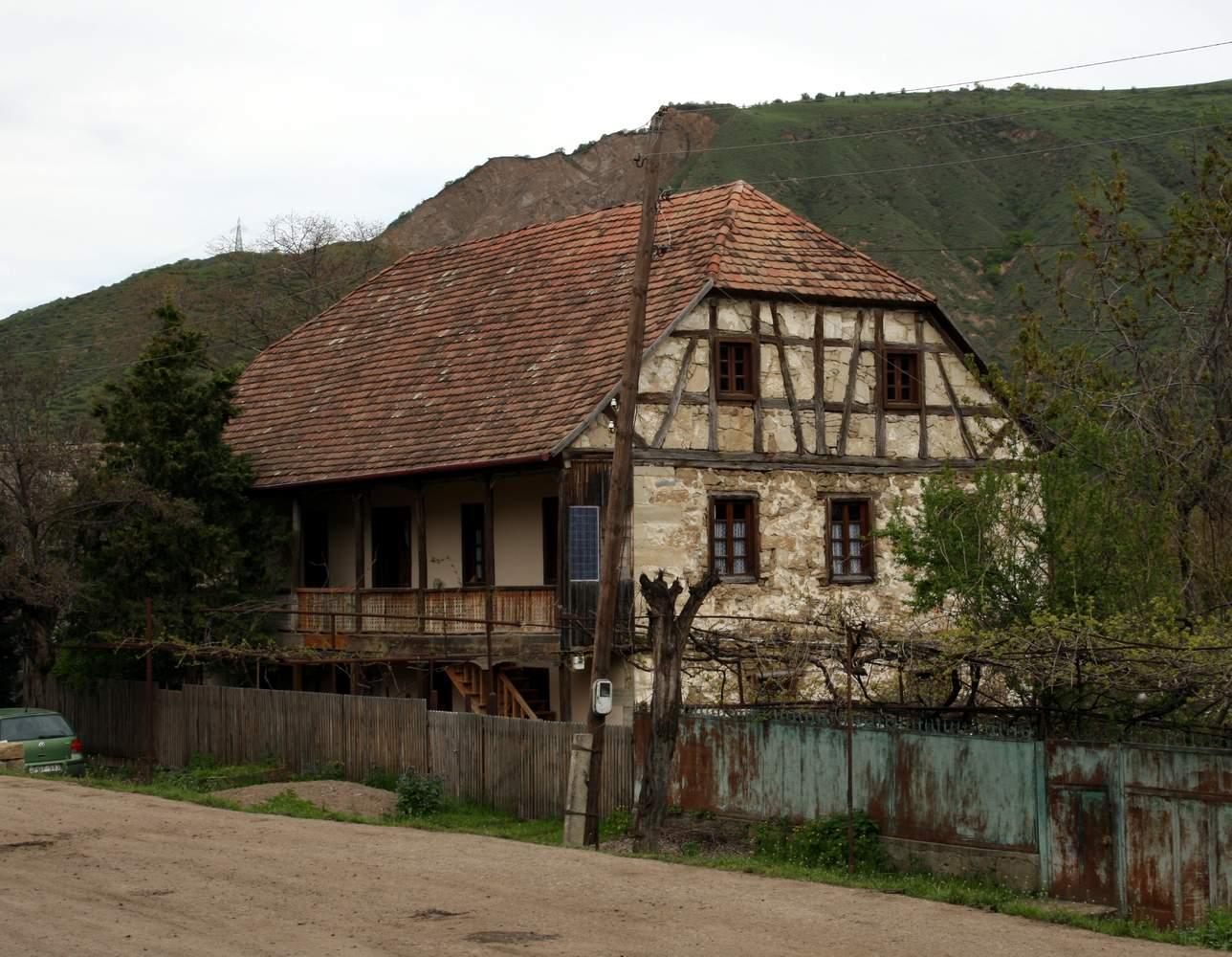
Tipica casa tedesca a graticcio ad Asureti, Georgia (nella storica Elisabethtal)

Alcuni tedeschi si trasferirono volontariamente più a sud nell'Armenia russa. Chi veniva dal Württemberg si ispirava al concetto di incontrare la fine del mondo ai piedi del monte Ararat. Su invito di Parrot, lo scrittore armeno Abovian frequentò l'Università di lingua tedesca di Dorpat (Tartu) nell'attuale Estonia. Divenne germanofilo e, dopo il suo ritorno nel Caucaso, sposò una donna tedesca, Emilia Looze, a Tiflis. Si trasferirono nella nativa Armenia di Abovian e "stabilirono una famiglia tedesca completa".
Durante i suoi viaggi nel Caucaso durante la guerra russo-turca del 1828-1829, il celebre poeta russo Aleksandr Pushkin visitò una delle colonie tedesche vicino a Tiflis e registrò la sua esperienza nel suo Viaggio ad Arzrum. Cenò lì, ma non rimase impressionato dal cibo e dalla birra. "Abbiamo bevuto birra che viene prodotta lì, con un sapore molto sgradevole, e abbiamo pagato molto per una cena pessima", scrisse.
Nel 1843, durante la sua visita nella Transcaucasia russa, il barone tedesco August von Haxthausen visitò anche le colonie tedesche della Georgia e della regione del Tiflis e descrisse ampiamente le loro pratiche agricole. Rivelò un racconto di Moritz von Kotzebue su un pellegrinaggio religioso senza successo di coloni tedeschi a Gerusalemme, guidati da una donna che "conosceva l'intera Bibbia a memoria, dall'inizio alla fine" e che "esercitava una sorta di influenza magica su tutto ciò che la circondava." Durante i suoi viaggi nel Caucaso, Haxthausen era accompagnato da Peter Neu, un colono svevo dell'area di Tiflis che aveva "un notevole genio per le lingue e conosceva una dozzina di lingue europee e asiatiche, tedesco, francese, russo, circasso, tartaro, turco, armeno, georgiano, persiano, curdo, ecc." Inoltre, "possedeva un ricco dono di immaginazione poetica e aveva un tesoro inesauribile di märchen, leggende e canzoni popolari, raccolte da tutti i paesi che aveva visitato". Neu accompagnò Haxthausen, Khachatur Abovian e lo zio di Abovian Harutiun in visita alla comunità yazida dell'Armenia. Haxthausen, Abovian e Neu visitarono anche il centro della chiesa apostolica armena a Etchmiadzin e Neu accompagnò Haxthausen in un'escursione nell'area dell'attuale Ossezia meridionale.

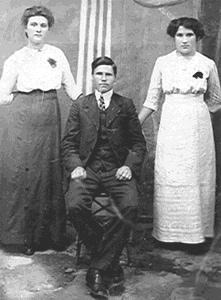
Tedeschi di Helenendorf (l'attuale Goygol, Azerbaigian) nel XIX-inizio XX secolo

### Tarda epoca imperiale
Altre colonie tedesche furono stabilite nella Transcaucasia orientale durante la seconda metà del XIX secolo e all'inizio del XX secolo. Nel Governatorato di Tiflis dal 1926, un totale di 9.000 tedeschi viveva nelle colonie di Alexandersdorf (ora parte di Didube, Tbilisi), Alexandershilf (ora Trialeti), Blümenthal (poi Chapaevka, oggi Kavta), Elisabetthal (oggi Asureti), Freudenthal (oggi parte di Sartichala), Georgsthal (oggi Dzveli Kanda), Gnadenberg (oggi Dziguta), Grünthal (poi Akhali Ulianovka, ora Ruisbolo), Hoffnungsthal (oggi Akhalsheni), Katharinenfeld, Lindau (oggi Lindava), Marienfeld (oggi parte di Sartichala), Marnaul (ora parte di Marneuli), Neudorf (ora Akhalsopeli), Neu Tiflis (oggi parte di Kukia e Chughureti, Tbilisi), Petersdorf (oggi parte di Sartichala), Steinfeld (oggi Kotishi), Traubenberg (oggi Tamarisi), Waldheim (oggi Ipnari) e Wiesendorf (oggi Akhali Marabda).
A partire dal 1880, oltre a Helenendorf e Annenfeld, altre sei colonie tedesche furono costituite nel Governatorato di Elisabethpol: Georgsfeld nel 1888, Alexejewka nel 1902, Grünfeld ed Eichenfeld nel 1906, Traubenfeld nel 1912 e Jelisawetinka nel 1914. Divennero popolati principalmente dai discendenti dei tedeschi dalle due colonie più antiche di Helenendorf e Annenfeld. Nel 1918, secondo il console tedesco a Costantinopoli, c'erano in totale 6.000 tedeschi che vivevano in queste colonie. Helenendorf divenne il principale centro spirituale per i tedeschi delle otto colonie. La più antica chiesa luterana dell'attuale Azerbaigian, la chiesa di San Giovanni, fu costruita in questa città nel 1857. Altre chiese luterane furono costruite a Gadabay, Shamakhi, Elisabethpol, Baku e Annenfeld rispettivamente nel 1868, 1869, 1885, 1897 e 1911. Alla cerimonia di posa della prima pietra della chiesa tedesca del Salvatore di Baku parteciparono Emanuel Nobel, fratello di Alfred Nobel, e altri membri dell'élite della città.
La fiorente industria petrolifera di Baku attirava molte persone da tutto il Caucaso. Nel 1903, la popolazione tedesca della città era cresciuta a 3.749 (2,4% dell'intera popolazione della città all'epoca) e consisteva principalmente di nativi delle colonie tedesche originali. Nikolaus von der Nonne, un tedesco di etnia tedesca che lavorava a Baku dal 1883, fu sindaco di Baku dal 1898 al 1902. In particolare, Richard Sorge, la famosa spia sovietica di etnia tedesca, nacque in un sobborgo di Baku nel 1895. Suo padre era un ingegnere minerario tedesco che lavorava per la Caucasus Oil Company. Sorge è considerato una delle migliori spie sovietiche in Giappone prima e durante la seconda guerra mondiale e fu dichiarato postumo un eroe dell'Unione Sovietica. La città di Baku gli ha dedicato un monumento e un parco.
Comunemente indicato come nemsə (dal russo немец - "tedesco") dalla popolazione locale azera, i tedeschi del Governatorato di Elisabethpol erano tradizionalmente impegnati nell'agricoltura. Tuttavia, a partire dal 1860, la viticoltura stava diventando sempre più importante nella vita delle comunità agricole tedesche. Alla fine del XIX secolo, il 58% della produzione vinicola della regione era prodotta dai fratelli Vohrer e dai fratelli Hummel di Helenendorf.
Nel 1865 e nel 1883, Siemens costruì due fonderie di rame a Gadabay e una centrale idroelettrica a Galakand. Negli anni 1860 iniziò l'estrazione del cobalto a Dashkasan e costruì due centrali elettriche a Baku. Le fonderie Siemens furono ufficialmente chiuse nel 1914 quando l'impero russo entrò nella prima guerra mondiale combattendo contro la Germania e il governo zarista bandì tutte le attività tedesche in Russia.
Dopo la guerra russo-turca del 1877-1878, la Russia imperiale annesse la regione di Kars all'Impero ottomano. Il governo zarista ha lanciato una campagna per popolare la nuova istituzione dell'Oblast' di Kars con popolazioni "affidabili", compresi i tedeschi. Nel 1891, un certo numero di famiglie tedesche furono reinsediate a Kars dalla colonia di Alexandershilf vicino a Tiflis e fondarono il villaggio di Petrovka. La sua popolazione rimase relativamente bassa e nel 1911 contava circa 200 persone. Altre due colonie nella provincia, Vladikars ed Estonka, furono fondate tra il 1911 e il 1914. Questi insediamenti furono di breve durata. A causa dello scontro militare russo-ottomano all'inizio della prima guerra mondiale, la maggior parte dei coloni tedeschi rimasti dall'oblast di Kars furono evacuati a Eichenfeld. La stessa regione di Kars fu infine annessa dalla Turchia nei trattati di Mosca e Kars.
Dal 1906 al 1922 il barone Kurt von Kutschenbach pubblicò a Tiflis il quotidiano in lingua tedesca Kaukasische Post. Si autodefiniva "l'unico quotidiano tedesco nel Caucaso". Il redattore capo era lo scrittore, giornalista e studioso del Caucaso Arthur Leist.
Dopo lo scoppio della prima guerra mondiale, i tentativi del governo russo di russificare le colonie tedesche nel Caucaso determinaroni una reazione locale. Dopo le rivoluzioni russe del 1917 e la formazione della Federazione Transcaucasica, i coloni tedeschi formarono il Consiglio nazionale tedesco transcaucasico (Transkaukasischer Deutscher Nationalrat), con sede a Tiflis. Nel maggio 1918, la Federazione Transcaucasica si sciolse e furono fondate le repubbliche di breve durata di Georgia, Azerbaigian e Armenia. I coloni tedeschi si sforzarono di mantenere le loro comunità in mezzo allo sconvolgimento della guerra civile russa nel Caucaso. Nella breve Repubblica Democratica di Azerbaigian, il centenario di Helenendorf fu contrassegnato da una celebrazione pubblica all'interno della comunità. La comunità tedesca era rappresentata nel parlamento della repubblica anche da Lorenz Kuhn, un uomo d'affari dell'industria petrolifera nato a Helenendorf.

### Era sovietica

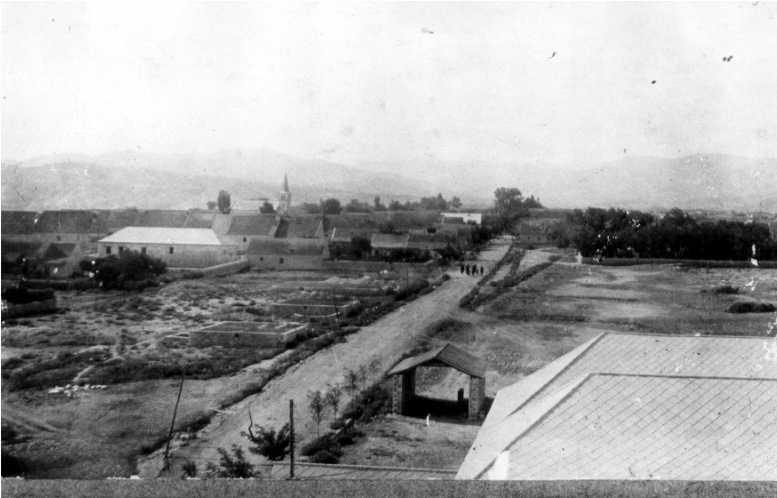
Vista su Annenfeld (nell'odierna Shamkir, Azerbaigian) ca. 1900

Dopo la vittoria dei bolscevichi nella guerra civile russa e la sovietizzazione del Caucaso, il nuovo governo sovietico dimostrò inizialmente un atteggiamento favorevole verso il multiculturalismo nell'era della Nuova politica economica (NEP). I diritti culturali e linguistici dei gruppi etnici furono promossi dalle autorità sovietiche in conformità con la politica di korenizacija (mettere le radici) delle nazionalità sovietiche. Nel 1926 c'erano sette scuole primarie pubbliche nell'Azerbaigian sovietico con il tedesco come lingua di insegnamento. Il primo censimento dell'Unione Sovietica nel 1926 mostrò che 93.915 tedeschi del Caucaso vivevano nella regione del Caucaso settentrionale della RSFS russa. All'interno della RSFS transcaucasica, 13.149 vivevano nella RSS Azera, 12.047 nella RSS georgiana e 104 nella RSS armena. La situazione cambiò con l'ascesa di Iosif Stalin. Il governo sovietico ordinò gradualmente di cambiare tutti i toponimi che suonavano tedeschi entro la metà degli anni '30. La collettivizzazione forzata dell'agricoltura nell'ambito del primo piano quinquennale e la conseguente carestia del 1932-33 colpì duramente il Caucaso settentrionale e la comunità tedesca locale.
Dopo l'invasione dell'Unione Sovietica da parte della Germania nazista nel giugno 1941, i tedeschi del Caucaso furono deportati internamente dalle autorità sovietiche in Asia centrale e Siberia con il pretesto che la loro lealtà era con la Germania, anche se non era così. Secondo lo studioso Pavel Polian, la maggior parte dei tedeschi del Caucaso (circa 190.000 persone) furono deportati dal Caucaso settentrionale e meridionale in Kazakistan e Siberia dal settembre 1941 al giugno 1942.

I deportati potevano portare pochissimi bagagli, pochissimo cibo e dovettero poi intraprendere un viaggio attraverso il Mar Caspio verso i campi dell'Asia centrale. Fu detto loro che il viaggio sarebbe durato solo pochi giorni, ma molte navi andarono avanti e indietro per mesi, provocando una morte di massa per fame e il clima, specialmente tra i bambini, gli anziani e gli ammalati. Su una nave che trasportava deportati, circa 775 tedeschi morirono di freddo. Evidentemente, i funzionari marittimi non avevano istruzioni chiare per sbarcare i deportati in una particolare destinazione e gli era stato proibito di sbarcare altrove. Alla fine arrivavano in treno nell'area del lago Balqaš, in Kazakistan. Questo tormento può essere attribuito, in parte, alla confusione causata dalla guerra, ma anche, cosa più importante, al tipico trattamento insensibile dei prigionieri politici da parte del regime di Stalin, a cui non importava se i prigionieri vivevano o morivano. Il seguente rapporto di un testimone oculare racconta una storia straziante di evacuazione via nave:
Per due mesi i tedeschi etnici del Caucaso furono trascinati inutilmente avanti e indietro sul Mar Caspio, e più persone, specialmente bambini, morirono di fame. Furono solo gettati in mare. Anche mio figlio di quattro anni fu gettato lì. L'altro mio figlio, di sette anni, lo vide. Mi afferrò la gonna e mi supplicò con le lacrime agli occhi: 'Mamma, non lasciarmi buttare in acqua. Ti prego, lasciami in vita e sarò sempre con te e mi prenderò cura di te quando sarò grande'. Piango sempre quando ricordo che anche lui morì di fame e fu gettato in mare, cosa che tanto temeva.
Le uniche non soggette a deportazione erano le donne tedesche (e i loro discendenti) sposate con non tedeschi. Subito dopo la morte di Stalin nel 1953 e l'ascesa di Nikita Khrushchev alla leadership sovietica, il divieto per la maggior parte dei deportati di tornare alle proprie case fu revocato. Tuttavia, relativamente pochi tedeschi tornarono nella regione del Caucaso. Nel 1979 c'erano solo 46.979 tedeschi che vivevano sia nel Caucaso settentrionale che in quello meridionale.

### Storia dal 1991
C'è stato un rinnovato interesse per la comunità tedesca del Caucaso nello spazio post-sovietico dalla dissoluzione dell'Unione Sovietica nel 1991.

#### Bolnisi, Georgia
Il censimento del 2014 ha registrato solo due tedeschi residenti nel comune di Bolnisi. Il cimitero cittadino tedesco fu raso al suolo sotto Stalin ed è contrassegnato oggi da un memoriale che onora la memoria dei coloni tedeschi. Recentemente, c'è stato un crescente interesse per la Georgia da parte dei giovani locali per saperne di più sulla loro eredità tedesca. Spesso questo desiderio è strettamente correlato alle credenze protestanti, e di conseguenza la Chiesa Neo-Apostolica lavora intensamente con questi giovani come parte dei suoi programmi giovanili regolari.

#### Azerbaigian
In Azerbaigian, i rimanenti tedeschi sono concentrati nella capitale Baku, e molti appartengono alla restaurata Comunità Evangelica Luterana e ufficialmente registrata all'inizio degli anni '90. L'ultimo residente tedesco di Goygol (Helenendorf), Viktor Klein, è morto nel 2007. La città conta oggi oltre 400 edifici la cui costruzione risale al periodo tedesco. Nel 2015, secondo la volontà di Klein, la sua casa familiare, costruita da suo nonno nel 1886, è stata trasformata nel Museo di storia tedesca del Caucaso. L'ex chiesa luterana di Ganja ha ospitato il teatro statale delle marionette di Ganja dal 1986. Nel 2009, la chiesa luterana non funzionante a Shamkir (e nella quale Annenfeld è stata assorbita), che era stata utilizzata come centro comunitario in epoca sovietica, è stata ristrutturata e trasformata in un museo. La popolazione tedesca di Gadabay se ne andò nel 1922 dopo l'esaurimento dell'industria del rame. La chiesa luterana della città fu rasa al suolo dal governo sovietico negli anni '20.

#### Armenia
Già piccola rispetto alle storiche comunità tedesche della vicina Georgia e Azerbaigian, la popolazione tedesca rimanente dell'Armenia è diminuita in seguito all'indipendenza del paese nel 1991 a causa di fattori economici. Molti dei tedeschi del paese emigrarono in Germania. Negli ultimi anni, la comunità tedesca ha lavorato a stretto contatto con il Centro educativo e culturale tedesco dell'Armenia per aiutare a organizzare scuole di lingua tedesca ed eventi culturali.

#### Turchia
L'ultimo residente tedesco della colonia di Estonka (l'attuale villaggio di Karacaören nella provincia di Kars in Turchia), Frederik Albuk, è morto nel 1999 nel suo villaggio natale; la moglie Olga Albuk, di discendenza russo-estone, è morta nell'agosto 2011. Il cimitero luterano di 150 tombe dove sono stati sepolti è l'unico residuo della presenza della comunità tedesca nella Turchia nord-orientale.